# Fargolani, Vînohradiv

Fargolani (în ucraineană Форголань, transliterat: Forholan, în maghiară Forgolány) este un sat în comuna Petriș din raionul Vînohradiv, regiunea Transcarpatia, Ucraina.

## Demografie
Componența lingvistică a localității Fargolani
     Maghiară (97,19%)
     Ucraineană (2,58%)
     Alte limbi (0,11%)
Conform recensământului din 2001, majoritatea populației localității Fargolani era vorbitoare de maghiară (97,19%), existând în minoritate și vorbitori de ucraineană (2,58%).